# Enthrone Darkness Triumphant
Enthrone Darkness Triumphant ist das dritte Studioalbum der norwegischen Metal-Band Dimmu Borgir und ihr erstes Album mit englischsprachigen Texten. Es erschien 1997 über Nuclear Blast.

## Entstehung
Das Album wurde im Januar 1997 im Abyss Studio aufgenommen, dessen Inhaber Peter Tägtgren für die Abmischung zuständig war. Es wurde im Cuttingroom in Solna gemastert und von der Band selbst produziert.

## Titelliste
1. Mourning Palace – 5:13
2. Spellbound (By the Devil) – 4:08
3. In Death's Embrace – 5:42
4. Relinquishment of Spirit and Flesh – 5:32
5. The Night Masquerade – 4:25
6. Tormentor of Christian Souls – 5:39
7. Entrance – 4:47
8. Master of Disharmony – 4:15
9. Prudence’s Fall – 5:56
10. A Succubus in Rapture – 5:59
11. Raabjørn Speiler Draugheimens Skodde – 5:02

## Musikstil
Enthrone Darkness Triumphant enthält gegenüber dem Vorgänger Stormblåst weniger Doom-Metal-Einflüsse, wurde aber von Pedro Azevedo von Chronicles of Chaos dennoch als „sehr dunkles und doomiges Stück symphonischen, melodischen Black Metals“ bezeichnet. Im Gegensatz zur EP Devil’s Path enthält das Album wieder Keyboards und ist damit Stormblåst näher, aber schneller und kräftiger. Peter Tägtgren gab der Band einen „kräftige[n] und polierte[n]“ Klang.

## Kritiken
Azevedo gab an, dass es sich hierbei um eines seiner Lieblings-Black-Metal-Alben überhaupt handle. Er lobte auch die „sehr dunkle und gelungene“ Digipak-Gestaltung. Er hätte es jedoch bevorzugt, wenn die Band versucht hätte, „ihren epischen Klang mit einer epischeren Länge zu verbinden“, da die durchschnittliche Länge der Stücke bei etwa 5 Minuten liege.
In einem Artikel des Metal Hammer anlässlich der deutschsprachigen Ausgabe von Lords of Chaos wurde Enthrone Darkness Triumphant als eines von „13 wichtige[n] Alben, die seit dem 1996er-Durchbruch des Black Metal in den Mainstream veröffentlicht wurden und den Spagat zwischen Moderne und Tradition verkörpern“ aufgelistet und als „der Mainstream-Durchbruch und dennoch kontrovers“ bezeichnet. Das Album sei „[o]ft kopiert“, aber „nie erreicht“ worden.
Laut Erik Thomas von Last Rites war die Band mit ihren ersten beiden Alben noch nicht auf der Höhe von Cradle of Filth, Arcturus, Emperor und Borknagar, was sich jedoch mit Enthrone Darkness Triumphant geändert habe. Das Album sei ihr unerreichter Höhepunkt.
Jason Anderson von AllMusic bezeichnete Enthrone Darkness Triumphant als eine der wichtigsten skandinavischen Metal-Veröffentlichungen überhaupt und Dimmu Borgirs „unbestrittenes Meisterwerk“. Der Erfolg des Albums beruhe vermutlich auf dem Wechsel zu Nuclear Blast und der Entscheidung, die Texte in englischer Sprache zu schreiben. Auch die Entscheidung, mit Peter Tägtgren aufzunehmen, sei keine schlechte gewesen; er habe den „vernichtendsten“ Klang ihrer Karriere erschaffen. Anhängern von Dimmu Borgir und allgemein von Black Metal empfahl er, sich bei der nächsten Gelegenheit ein Exemplar zuzulegen. Allerdings ist der Vorgänger Stormblåst das letzte in der Szene noch als Beitrag zum Black Metal akzeptierte Werk der Band.